# 西表島交通

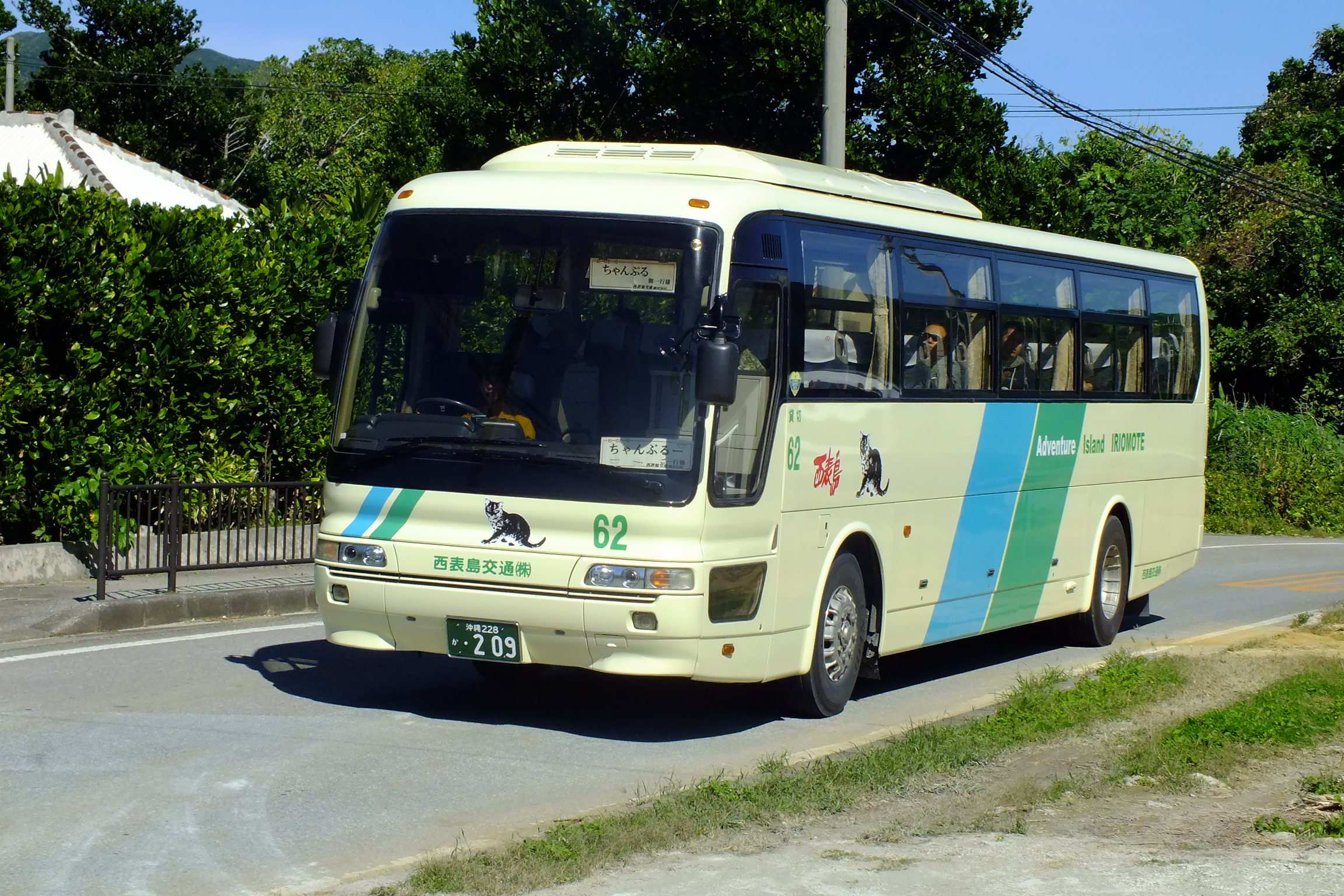
前面や側面にイリオモテヤマネコが描かれた観光バス（2017年）

西表島交通株式会社（いりおもてじまこうつう）は、日本の沖縄県八重山郡竹富町の西表島で観光バス・路線バス・タクシー事業を行う企業である。
また「西表島交通グループ」として、関連事業（仲間川マングローブクルーズ、カヌーツアー、水中観光船）、関連会社の「玉盛商会」では小売業（ガソリンスタンド、スーパーマーケット、LPガス供給）を営んでいる。

## 沿革
- 1973年12月18日：事業開始の免許取得[5]。
- 2005年 10月1日：路線バスのダイヤ改定。停留所を3か所増設[6]。
- 2006年
  - 1月10日：白浜 - 古見間でフリー乗降制を導入[6][7]。
  - 3月1日：2路線を1路線に統合し、路線の東部側を大原から豊原まで延長するとともに、運賃改定[6][8]。
- 2008年9月16日：運賃改定[9]。
- 2014年4月1日：消費税率引き上げに伴い運賃改定[10]。
- 2018年
  - 8月10日：クレジットカードや電子マネーでの運賃支払いが可能になる[11]。
  - 10月1日：白浜 - 古見間のフリー乗降制を廃止[12]。
- 2021年8月26日：豊原 - 大原港間で通学バス（一般客も利用可能）の運行を開始[13]。
- 2022年6月15日：中国銀聯の非接触決済サービスQuickPassが利用可能になる[14]。
- 2023年
  - 3月：定期バス路線で電気バス1台の運行を開始（1日2往復）[15]。
  - 4月27日：離島の定期バス路線では初めてのタッチ決済を導入[16]。

## 路線バス事業

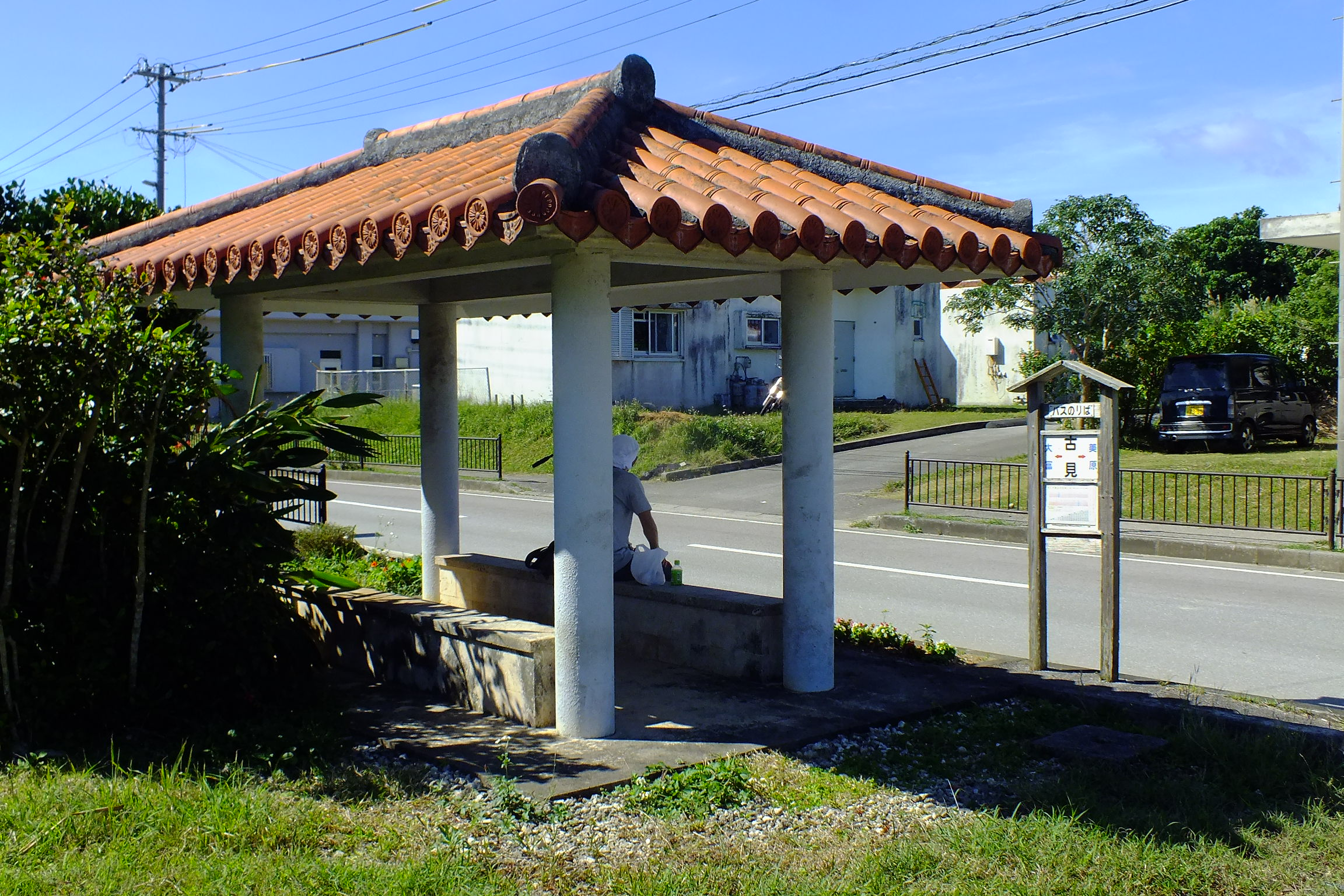
琉球瓦葺きの古見停留所

| 「日本最南端のバス停」の表記がある豊原停留所 |  | 「日本最西端のバス停」の表記がある白浜停留所 |
| 「日本最南端のバス停」の表記がある豊原停留所 |  | 「日本最西端のバス停」の表記がある白浜停留所 |

### 運行路線
西表島北西部の白浜と東南部の豊原の間で、県道215号線を通り、島をおよそ半周する路線バスを運行している。沿線には、高速船やフェリーが発着する上原港・大原港や、各集落・観光地がある。
かつては白浜から大原までと、その途中の船浦までとの2路線を運行していたが、2006年3月1日に白浜 - 大原の1路線に統合された。
2022年時点では、全区間通しでの運行で午前・午後にそれぞれ2往復、計4往復が運行されるほか、通学バス（学休日運休、一般客利用可）が午前1便（豊原→大原港）、午後2便（大原港→豊原）運行される。いずれも各港における高速船・フェリー等との接続は考慮されていない。全線通しでの運行距離は約50 km、所要時間は約1時間40分である。
西表島より西に位置する与那国島では定時定路線のバス（与那国生活路線バス）が運行されているが、運賃が無料で道路運送法による一般乗合旅客自動車運送事業（乗合バス）の認可を受けたものではないため、運賃を徴収する一般路線バスとしては本路線が日本最南端かつ最西端である。また、この路線で最も南にある豊原停留所及び最も西にある白浜停留所は、それぞれ日本最南端及び最西端のバス停留所であり、両停留所にはその旨の表記がある。
運行区間（全停留所記載）
白浜 - 祖納 - 干立 - 浦内川 - 浦内 - 住吉 - 星砂の浜 - 中野 - 上原小学校前 - 上原 - 船浦 - 大見謝ロードパーク - ホテルパイヌマヤ前 - 由布水牛車乗場 - 美原 - 野生生物保護センター - 古見 - 大富 - 大原 - 大原港 - 大原診察所前 - 豊原
- 「美原」は豊原行きのみ停車。
- 浦内 - 浦内川間の一部ではフリー乗降制を導入している。

### 運賃
- 最低運賃は130円。全区間乗車で1,470円である。
- 前乗り前降り制で、運賃は前払い。
- 1日フリーパス（1,050円）及び3日間フリーパス（1,570円）がバス車内で発売されている[17]。

### 車両
2023年3月に電気バスのBYD・K8が1台導入された。

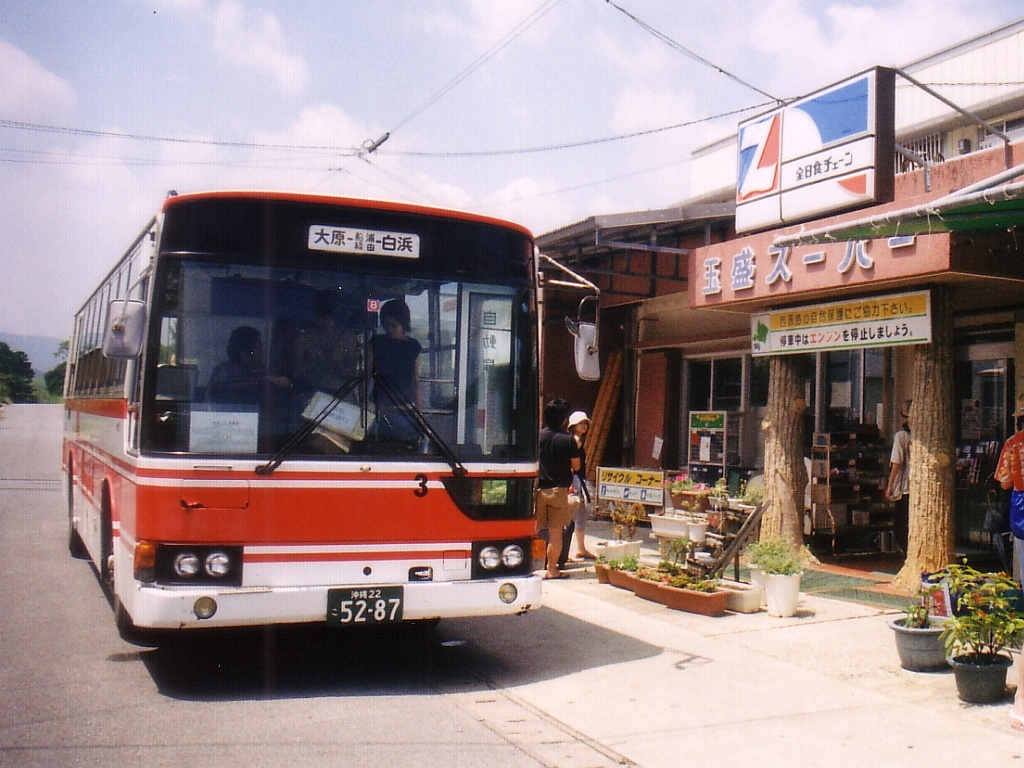
三菱P-MP218M（2003年）
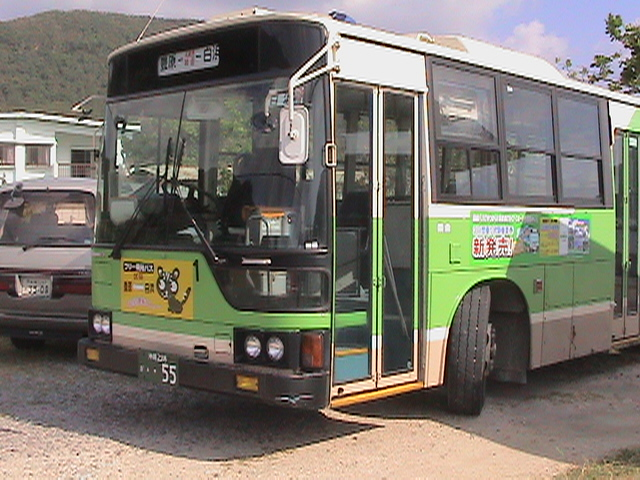
元都営バス車両 三菱U-MP218K（2006年）

## 観光バス事業
同社の主要事業である。大型観光バス16台、小型バス2台を保有している。

## タクシー事業
「やまねこタクシー」という名称で営業。普通タクシー2台（車いす対応の日産・NV200）、ジャンボタクシー1台（トヨタ・ハイエースグランドキャビン）を有する。予約は貸切観光のみ可能。